# PLUMED
PLUMED（PLugin for MolEcular Dynamics、プルームド）は、分子動力学シミュレーションのための拡張サンプリングアルゴリズム、様々な自由エネルギー手法、および解析ツールを実装するオープンソースライブラリである。ACEMD、AMBER、DL_POLY、GROMACS、LAMMPS、NAMD、OpenMM、ABIN、CP2K、i-PI、PINY-MD、およびQuantum ESPRESSOと一緒に使うために設計されているが、解析および可視化ツールのVMD、HTMD、OpenPathSamplingと一緒に使うこともできる。
加えて、PLUMEDは分子動力学トラジェクトリの分析のためのスタンドアローンツールとして使うこともできる。METAGUIと名付けられたグラフィカルユーザインタフェースも入手可能である。
"Plumed" は英語で「羽毛のある」の意。

## 集団変数
PLUMEDは、分子動力学シミュレーション中に起こる複雑な過程の記述としての役割を果たす膨大な集団変数、例えば角度、位置、距離、相互作用エネルギー、全エネルギー、を提供する。